# Дисциплинарная ответственность
Дисциплинарная ответственность — вид юридической ответственности, основным содержанием которой выступают меры (дисциплинарное взыскание), применяемые администрацией учреждения, предприятия к сотруднику (работнику) в связи с совершением им дисциплинарного проступка.
Человек, заключивший трудовой договор (контракт) с работодателем (предприятием, учреждением, организацией независимо от организационно-правовой формы собственности), обязан добросовестно выполнять трудовые обязанности и соблюдать трудовую дисциплину.

## Дисциплинарные взыскания
За совершение дисциплинарного проступка работодатель вправе применить к работнику три вида дисциплинарных взысканий:
1. Замечание (наименее строгое)[1]
2. Выговор (более строгое)[1]
3. Увольнение (самое строгое)[1]

Мера взыскания выбирается работодателем в зависимости от тяжести совершенного проступка и регулируются статьей 192 ТК РФ.

## Функции дисциплинарной ответственности
- Направлена на формирование поведения сотрудника (работника), на определение границы между правомерным и противоправным исполнением своих трудовых обязанностей.
- Предупреждение нарушения трудовой дисциплины как самим лицом, которое подвергается дисциплинарной ответственности (частная превенция), так и другими сотрудниками (работниками) (например, за счёт создания впечатления о неотвратимости наступления ответственности как результата определённых действий).
- Предполагает наложение на субъекта, несущего ответственность, неблагоприятных для него моральных (выговор) или организационных (дисциплинарное увольнение) последствий. Действующим законодательством запрещается применение штрафа и перевода на нижеоплачиваемую должность в качестве дисциплинарного взыскания.
- Восстановление нарушенных противоправным поведением общественных отношений.
- Формирование у лица убеждения о недопустимости совершения действий, влекущих дисциплинарную ответственность.

## Общая и специальная дисциплинарная ответственность
Различают два вида ответственности: общую и специальную.
Общая дисциплинарная ответственность — это ответственность в рамках правил внутреннего трудового распорядка. Она может быть возложена на всех работников, за исключением тех, в отношении которых установлена специальная дисциплинарная ответственность. Общую дисциплинарную ответственность устанавливают ст. 192—194 ТК РФ и правила внутреннего трудового распорядка конкретной организации.
Специальная дисциплинарная ответственность есть ответственность, предусмотренная для отдельных категорий работников специальным законодательством, уставами и положениями о дисциплине. Специальная дисциплинарная ответственность имеет особенности:
1. Строго определен круг лиц, попадающих под действие соответствующих норм;
2. Предусмотрены специальные меры дисциплинарного взыскания;
3. Очерчен круг лиц и органов, наделенных властью применения дисциплинарных взысканий;
4. Действует особый порядок обжалования взысканий.